# Азаревичева, Мария Аполлоновна
Мари́я Аполло́новна Азаре́вичева (по сцене Азаревич 2-я, в замужестве Волтовская; 1804, Санкт-Петербург — 1888, Санкт-Петербург) — артистка петербургской драматической труппы на ролях субреток, крестьянок, вторых любовниц.

## Биография
Родилась в 1804 году в Санкт-Петербурге — внебрачная дочь артистки балета Екатерины Лукьяновны (?, Шклов — после 1870), бывшей крепостной, отпущенной на волю в 1802 году, и директора Императорских театров, поэта А. А. Майкова. Младшая сестра Надежды Аполлоновны (1802—?), артистки балета и драмы, в замужестве Новицкой.
Ученица А. А. Шаховского и Е. С. Семёновой. Выпустилась из театрального училища в 1823 году. В 1821—1843 выступала на петербургской сцене. Дублировала Асенкову, по смерти последней заняла весь её репертуар. Играла трагедийные (в пьесах В. Озерова, Ж. Расина, Вольтера) и комедийные (в пьесах И. А. Крылова, Шаховского) роли. Сыграла более 150 комедийных и водевильных ролей. Первая исполнительница роли Лизы в спектакле «Горе от ума» А. С. Грибоедова (поставлен в январе 1831). Оставила сцену в 1842 году.
Умерла 14 (26) ноября 1888 года. Похоронена на Волковском православном кладбище Санкт-Петербурга.